# Битва жінок-танкістів з ХАМАСом (2023)
Під час раптової атаки терористів ХАМАСу 7 жовтня 2023 року сім 20-річних ізраїльських танкісток із батальйону «Каракаль» дали їм відсіч. Дівчата билися безперервно протягом 17 годин поспіль, стріляючи і давлячи терористів, озброєних РПГ та іншою зброєю, і в результаті змогли ліквідувати близько 50 ХАМАСівців і запобігти продовженню нападу на південь.

## Передісторія
Прийом жінок на бойові посади в ЦАХАЛу проходив досить повільно. Процес прискорився після 1995 року, коли молода солдатка Еліс Міллер попросила Верховний суд Ізраїлю дати їй дозвіл вступити на навчання льотчиків. У результаті хоч особисто вона потрапила до 3 % минулих кваліфікацію, але після поворотного рішення Верховного суду Ізраїлю перед солдатками побільшало можливих бойових посад у армии. Через п'ять років, 2000 року було створено перший батальйон оборони «Каракаль».
27 жовтня 2022 року Армія оборони Ізраїлю оголосила, що створила екіпажі танків, зібрані повністю з жінок, і вони успішно пройшли дворічні випробування. Рота має на озброєнні танки Меркава IV і перебуває у захисті єгипетського кордону. Начальник штабу Авів Кохаві зазначив: «Я вірю, що жінки-танкісти професійно та з великим успіхом виконають завдання щодо захисту кордонів та складуть значну частину оперативних зусиль ЦАХАЛу».

## Хід подій
7 жовтня 2023 року на свято Сімхат Тора бойовики терористичного угруповання ХАМАС напали на кібуц Холіт недалеко від південної частини сектору Газа в рамках раптового нападу на Ізраїль та вбили щонайменше 13 людей. У різанині взяли участь 11 бойовиків. Але смертей могло бути набагато більше.
Танкова рота батальйону «Каракаль» під командуванням капітана Карні знаходилася вранці 7 жовтня на кордоні з Єгиптом на базі «Ніцана», приблизно за 40 км на південь від сектора Газа. Отримавши наказ, військові на двох танках Меркава IV та бронемашині Намер виїхали на шосе 232 на північ біля кордону з сектором Газа.
За спогадами старшої сержантки Тал-Сари,  побачивши біля кібуца Суфа підірваний і розбитий бронетранспортер ЦАХАЛа і поранених солдатів, що знаходяться навколо нього, а потім і шквального вогню з трьох напрямків вона стала усвідомлювати, що вони в стані війни. Вона та інші 20-річні молоді підлітки-жінки не проходили спеціальний курс з ведення вогню з 50-каліберного дистанційного озброєння Катланіт і їм довелося імпровізувати і вчитися на місцевості. Вони дали бій десяткам терористів, які мали АК-47 і РПГ.
Згодом до них приєдналися ще два танки «Меркава». Один танк був залишений біля пролому в прикордонному паркані, щоб блокувати рух терористів. Згодом другий танк і бронемашина опинилися серед десятків терористів із РПГ та іншою зброєю. У розпал бою Карні викликала з бази Ніцана третій танк під командуванням сержанта Офір, цей танк прибув через дві години. Терористи були вбиті, залишилися живими відкинуті за прикордонний паркан.
Один із танків «Меркава» під командуванням лейтенантки Міхаль почав допомагати звільняти кібуц Суфа від сотні терористів ХАМАСу, і в результаті її команда після більш ніж 6-годинного бою знищила десятки терористів.
Одночасно командир роти капітан Карні пересіла з бронетранспортера до танка і вела з командою бій у кібуці Холіт та навколо нього, ліквідувавши десятки ХАМСівців. Потім танк під командуванням Кармі в'їхав крізь закриті головні ворота кібуца і побачивши двох терористів у засідці узбіччя просто переїхала їх. Вони змогли відбити атаку на кібуц та запобігти продовженню нападу ХАМАСівців на південь країни. Усього бій за участю роти Карні тривав близько 17 годин. У бою взяли участь сім 20-річних ізраїльських танкісток: Хагар, Хіла, Таль-Сара, Міхаль, Карні, Офір та Тамар, які змогли ліквідувати близько 50 терористів. Їхні прізвища не названі з міркувань безпеки.

## Реакція
За даними ЦАХАЛу, молоді жінки були першими в історії жінками-танкістками на заході, що вступили в активний бій, що тривав 17 годин. Як зазначив директор Асоціації оборони Австралії Ніл Джеймс, це, швидше за все, був перший в історії випадок, коли жіночий бронетанковий підрозділ брав участь у війні.

Як зазначив 26 листопада 2023 року Авігдор Ліберман:
Щодня, починаючи з 7 жовтня, ми дізнаємося про нові героїчні історії про хоробрих і рішучих жінок, які врятували життя багатьох ізраїльтян. Я хочу подякувати юним танкісткам, які в ту чорну суботу билися з безпрецедентною відвагою та мужністю і врятували цілий кібуц Холіт, знищивши десятки терористів. Їхня історія не може не надихати. Агар, Хіла, Таль-Сара, Міхаль, Карні, Офір та Тамар — ви герої Ізраїлю!

28 листопада 2023 року начальник Генштабу ЦАХАЛу Герці Га-Леві зустрівся з цими танкістками і підкреслив:
Як ви знаєте, в Ізраїлі останніми роками триває дискусія про те, чи повинні жінки служити у бойових підрозділах. Я говорю вам: іноді, щоб щось пояснити, треба багато говорити. Але я думаю, що в даному випадку ми отримали відповідь без слів, відповідь дією та боротьбою.